# Seznam čeških pevcev resne glasbe
Seznam čeških pevcev resne glasbe.

## B
- Václav Beneš
- Karel Berman
- Beno Blachut
- Emil Burian

## Č
- Ludmila Červinková

## D
- Emmy Destinn / Ema Destinnová
- Libuše Domanínská

## F
- Josef Fejk

## H
- Eduard Haken
- Gabrijela Horvat (hrvaško-češka)

## J
- Igor Jan
- Maria Jeritza (Jedlička) (1887-1982)

## K
- Kateřina Kněžíková
- Zdeněk Knittl
- Marie (Máša) Kolárová, r. Hermanová
- Magdalena Kožená
- Tomáš Král

## N
- Jarmila Novotná

## P
- Adam Plachetka
- Marie Podvalová
- Bohumil Pták
- Dalibor Pták

## S
- Ernestine Schumann-Heink
- Leo Slezak
- Věra Soukupová

## Š
- Milada Šubrtová

## T
- Maria Tauberová

## U
- Eva Urbanová

## V
- Lukáš Vlček

## Z
- Zdenka Ziková

## Ž
- Ivo Židek